# Enigmatic Ocean
Enigmatic Ocean — симфонический/джаз-роковый альбом французского скрипача Жан-Люка Понти, выпущенный в 1977 году на лейбле Atlantic. В альбоме представлены два гитарных таланта: английский виртуоз Аллан Холдсворт и восходящая звезда, американский гитарист Дэрил Стюрмер. В следующем году они пополнят ряды прог-роковых супергрупп U.K. и Genesis.

## История создания
Записанный в период с июня по июль 1977 года в студии Kendun Studios в Калифорнии, Enigmatic Ocean считается одной из лучших работ Понти (альбом достиг первого места в чарте альбомов Billboard Jazz в 1977 году). Как и многие другие шедевры джаз-фьюжн, по мнению портала Jazz Fuel, он свободно смешивает цвета и текстуры, интенсивные и яркие композиции соседствуют с теми, которые являются более рефлексивными и спокойными.
По словам Жана-Люка Понти, Enigmatic Ocean 1977 года — это альбом, рождённый спонтанным вдохновением. «После стольких лет, я пришел к выводу, что музыка действительно метафизична», — говорит Понти об этой пластинке. «Поэтому не было никакого интеллектуального решения начать песню. Все они начинались с вдохновения, которое приходило ко мне, как будто оно возникало из космоса, как будто я был медиумом и откуда-то получал какую-то информацию. И вот так весь альбом получился для Enigmatic Ocean».
Для французского скрипача аккомпанировали гитаристы Аллан Холдсворт и Дэрил Стюрмер, ранее работавший с Жан-Люком, а также клавишник австралиец Аллан Завод и ритм-секция — барабанщик Стив Смит и басист Ральф Армстронг, коллега Понти по Mahavishnu Orchestra. Всё под руководством Понти, который на протяжении одиннадцати композиций играет не только на четырех- и пятиструнной электрической скрипке, но также на рояле, виолектре и колокольчиках.

## Об альбоме
Продюсированный самим Жан-Люком Понти под руководством звукорежиссера Ларри Хирша с обложкой фотографа Энди Кента, Enigmatic Ocean представляет собой сборник из четырех композиций и двух сюит. 
Альбом открывается кратким вступлением «Overture», а затем переходит к классическим номерам «The Trans-Love Express» и «Mirage», который стал одной из самых известных мелодий музыканта. Композиция представляет собой энергичное исследование звука, в котором скрипка Понти пари́т над фанковой электрогитарой, клавишными и барабанами. Обозреватель журнала DownBeat считает «Mirage» выдающимся треком, в котором Понти с большим искусством соединяет эолийский, пентатонический и блюзовый музыкальные лады в своём гипнотическом скрипичном соло.

«Меня удивляет, что сегодня есть молодые музыканты из электронного джаза, хип-хопа, танцевальной музыки, которые сэмплируют отрывки, подобные „Mirage“. Я бы этого не ожидал, но это доказывает, что есть связь между поколениями, и это делает меня очень счастливым, что они видят в моей музыке что-то, что им нравится, и что они используют это и создают это по-своему»— Жан-Люк Понти, New Jersey Arts
После них следуют многочастные сюиты, разделенные пьесой «Nostalgic Lady»: первая — заглавная композиция «Enigmatic Ocean» с четырьмя частями, а вторая, с тремя частями — «Struggle of the Turtle to the Sea». Аранжировки и обширное звучание включают оркестровые элементы, которые отличают альбом от многих других альбомов в стиле фьюжн.
Особенностью звучания альбома является сочетание двух разноплановых лидер-гитаристов. У Жана-Люка Понти была идея играть на скрипке в унисон с гитарой, где Аллан Холдсворт играл одну партию, а Дэрил Стюрмер играл другую гитарную партию. По словам Холдсворта, им удалось сохранить правильный баланс, потому что Жан-Люк был очень хорошо организован. Музыкальный критик Билл Милковски считает, что Стюрмер использовал в этом альбоме агрессивный подход извлечения «каждой ноты», подражая своему личному кумиру-гитаристу Джону Маклафлину, а Холдсворт представил беспрецедентный плавный подход легато (в композициях «Enigmatic Ocean, Pt. II», «Nostalgic Lady» и «The Struggle of the Turtle to the Sea, Pt. III»). Журналист также отмечает работу басиста Ральфа Армстронга, и в частности, его неистовое, перегруженное искажениями соло в завершающей альбом композиции «The Struggle of the Turtle to the Sea, Part III».

## Релиз и критика
Альбом был выпущен 1 сентября 1977 года лейблом Atlantic Records и поднялся до 1-го места в чарте Billboard Jazz Albums и до 35-го места в Billboard 200. В 2007 году портал Digital Dream Door включил Enigmatic Ocean в свой рейтинг «100 величайших фьюжн-альбомов». В 2024 году онлайн-издание Jazz Views включило Enigmatic Ocean в свой список «10 самых известных джаз-фьюжн альбомов».
Обозреватель журнала Jazz Magazine пишет: «Магия этого шедевра во многом обязана присутствию Аллана Холдсворта, инопланетного гитариста, еще малоизвестного в то время, который дополняет великолепные композиции скрипача своими удивительными соло и невероятной плавностью фразировок, перенося группу и музыку в другое измерение. Вероятно, самый совершенный и очаровательный альбом Жана-Люка Понти, который, несмотря на годы, не потерял ни грамма своей красоты».

## Список композиций
Автор всех композиций, аранжировщик и дирижер — Жан-Люк Понти
1. «Overture» — 0:47
2. «The Trans-Love Express» — 3:59
3. «Mirage» — 4:53
4. «Enigmatic Ocean — Part I» — 2:23
5. «Enigmatic Ocean — Part II» — 3:35
6. «Enigmatic Ocean — Part III» — 3:42
7. «Enigmatic Ocean — Part IV» — 2:26
8. «Nostalgic Lady» — 5:24
9. «The Struggle of the Turtle to the Sea — Part I» — 3:35
10. «The Struggle of the Turtle to the Sea — Part II» — 3:34
11. «The Struggle of the Turtle to the Sea — Part III» — 6:03

## Участники записи
- Жан-Люк Понти — электрическая скрипка, пятиструнная электрическая скрипка, виолектра, колокольчики; рояль на «Nostalgic Lady»
- Аллан Холдсворт — ведущая электрогитара
- Дэрил Стюрмер[англ.]  — ведущая и ритм-электрогитара
- Аллан Завод — орган, синтезатор, электрическое пианино, рояль, клавинет Хонера
- Ральф Армстронг — электрические басы, бас без ладов
- Стив Смит — барабаны и перкуссия